# Artie Shapiro
Arthur Shapiro (Denver, 15 januari 1916 – Los Angeles, 24 maart 2003) was een Amerikaanse jazzcontrabassist.

## Biografie
Artie Shapiro groeide op in New York en begon zijn muziekcarrière op 13-jarige leeftijd als trompettist, maar wisselde op 18-jarige leeftijd naar de contrabas. Begin jaren 1930 werkte hij bij Wingy Manone en Joe Marsala. Midden jaren 1930 werkte hij als studiomuzikant en was hij betrokken bij plaatopnamen van de Original Dixieland Jass Band, Bud Freeman, Chu Berry en Eddie Condon. Tijdens de jaren 1940 was hij lid van het orkest van Paul Whiteman en speelde hij met Bobby Hackett in de jazzclub Nick's in New York. Later ging hij naar Hollywood, werkte daar als zelfstandig muzikant en begeleidde o.a. Jack Teagarden, Charlie Ventura, Joe Sullivan, Artie Shaw en na zijn militaire diensttijd vanaf 1947 Benny Goodman bij plaatopnamen. Vanaf 1949 was hij tien jaar lang actief in de studio's van MGM Records. Daarna werkte hij tot 1962 mee bij opnamen van Frank Sinatra, Bing Crosby, Peggy Lee, Anita O'Day, Billie Holiday en Doris Day.

## Overlijden
Artie Shapiro overleed in maart 2003 op 86-jarige leeftijd.